# Іван Бошняк
Іван Бошняк (хорв. Ivan Bošnjak, * 6 лютого 1979, Вінковці) — хорватський футболіст, нападник.
Насамперед відомий виступами за клуби «Динамо» (Загреб) та «Генк», а також за національну збірну Хорватії.

## Клубна кар'єра
У дорослому футболі дебютував у 1996 році виступами за команду клубу «Цибалія», в якій провів чотири сезони, взявши участь у 62 матчах чемпіонату. У складі «Цибалії» був одним з головних бомбардирів команди, маючи середню результативність на рівні 0,34 гола за гру у першості.
Своєю грою за цю команду привернув увагу представників тренерського штабу клубу «Хайдук» (Спліт), до складу якого приєднався у 2000 році. Відіграв за команду зі Спліта наступні два сезони своєї ігрової кар'єри. Більшість часу, проведеного у складі «Хайдука», був основним гравцем атакувальної ланки команди.
Протягом 2002–2003 років захищав кольори команди саудівського клубу «Аль-Іттіхад» (Джидда).
У 2003 році повернувся до Хорватії, уклавши контракт з клубом «Динамо» (Загреб), у складі якого провів наступні три роки своєї кар'єри. Граючи у складі загребського «Динамо» здебільшого виходив на поле в основному складі команди. В новому клубі був серед найкращих гравців, відзначаючись забитим голом щонайменше у кожній другій грі чемпіонату.
З 2006 року впродовж трьох сезонів захищав кольори команди клубу «Генк».
В сезоні 2009-10 виступав у Греції, граючи у складі команди клубу «Іракліс».
2011 року виступав у складі китайського «Чунцин Ліфань»

## Виступи за збірну
У 2000 році дебютував в офіційних матчах у складі національної збірної Хорватії. У формі головної команди країни провів 14 матчів, забив 1 гол. У складі збірної був учасником чемпіонату світу 2006 року у Німеччині.

## Титули і досягнення
- Чемпіон Хорватії (2):

«Хайдук» (Спліт): 2000-01
«Динамо» (Загреб): 2005-06
- Володар Кубка Хорватії (1):

«Динамо» (Загреб): 2003-04
- Володар Кубка Бельгії (1):

«Генк»: 2008-09
- 2000 — Футболіст року у Хорватії